# Ужасающий (серия фильмов)
«Ужаса́ющий» (англ. Terrifier) — американская медиафраншиза, созданная Дэмиеном Леоне; состоит из фильмов жанров «слэшер» и «сплэттер», комиксов, романов и компьютерных игр. Центральный персонаж франшизы — девушка Сиенна Шоу, конфронтирующая с демоническим серийным убийцей клоуном Артом, обитающим в вымышленном округе Майлз (Нью-Йорк). Также фильмы рассказывают о Маленькой Бледной Девочке, зловещей сущности, сопровождающей клоуна, и Виктории Хейз, обезображенной и сошедшей с ума выжившей жертве Арта.
Франшиза «Ужасающий» зародилась в 2016 году с выхода одноимённого полнометражного фильма, посвящённого Арту — персонажу, который до этого появлялся в двух несвязанных между собой короткометражных фильмах «Девятый круг» и «Несущий ужас» и в фильме-антологии «Канун Дня Всех Святых», объединившем эти короткометражки. Фильм 2016 года вызвал у критиков неоднозначную реакцию. В частности, им не понравилась неглубокая проработка персонажей и отсутствие сюжета. Тем не менее, «Ужасающий 2», вышедший в 2022 году, стал кассовым хитом и получил преимущественно положительные отзывы. Критики и зрители единодушно отметили значительное улучшение качества фильма по сравнению с оригиналом. «Ужасающий 3» 2024 года также отметился одобрительными отзывами и достиг ещё большего успеха в прокате, чем вторая часть, став самым кассовым безрейтинговым фильмом за всё время существования кинематографа.

## Фильмы
| Фильм         | Дата релиза в США | Режиссёр     | Автор сценария | Продюсер(ы)                                |
| ------------- | ----------------- | ------------ | -------------- | ------------------------------------------ |
| «Ужасающий»   | 15 марта 2016     | Дэмиен Леоне | Дэмиен Леоне   | Дэмиен Леоне, Фил Фальконе, Джордж Стьюбер |
| «Ужасающий 2» | 6 октября 2022    | Дэмиен Леоне | Дэмиен Леоне   | Фил Фальконе                               |
| «Ужасающий 3» | 11 октября 2024   | Дэмиен Леоне | Дэмиен Леоне   | Фил Фальконе                               |
| «Ужасающий 4» | TBA               | Дэмиен Леоне | Дэмиен Леоне   | Фил Фальконе                               |

### «Ужасающий» (2016)
В ночь на Хэллоуин тусовщица Тара Хейз (Дженна Кэнелл) и её сестра (Виктория Саманта Скаффиди) становятся мишенями таинственного серийного убийцы, известного как клоун Арт (Дэвид Ховард Торнтон).

### «Ужасающий 2» (2022)
После событий «Ужасающего» Арта воскрешает загадочная сущность, в результате чего он продолжает убивать жителей округа Майлз, а также нацеливается на молодую девушку Сиенну Шоу (Лорен Лавера) и её младшего брата Джонатана (Эллиот Фаллэм).

### «Ужасающий 3» (2024)
Спустя пять лет после событий «Ужасающего 2» Арт, вернувшись к жизни благодаря одержимой Виктории, штурмует округ Майлз в канун Рождества.

### Будущее
В феврале 2023 года Леоне заявил, что планирует снять ещё как минимум одну часть после третьего фильма. Режиссёр заверил, что к финалу франшизы истории клоуна Арта, Маленькой Бледной Девочки, Виктории Хейз и Сиенны Шоу будут завершены. В ноябре 2023 года Леоне сказал, что «Ужасающим 4» франшиза может не завершиться; как сказал постановщик, его цель — «создать достойную франшизу, [с] достойным концом, которую можно посмотреть от начала до конца, поняв путь и арки персонажей… но никогда не знаешь, что получится в итоге, однако это и есть цель — я не хочу снимать слишком много [фильмов], и хочу, чтобы развязка была достойной». Сценарист и режиссёр подчеркнул, что в основе франшизы «Ужасающий» лежит библейский подтекст, а Сиенна и Арт сражаются между собой словно ангел и демон.
В сентябре 2024 года Леоне подтвердил, что «Ужасающий 4» находится на стадии разработки.

## Актёры и персонажи
| Персонаж                                     | Короткометражные фильмы | Короткометражные фильмы | Полнометражные фильмы   | Полнометражные фильмы   | Полнометражные фильмы   | Полнометражные фильмы               | Полнометражные фильмы   |  |
| Персонаж                                     | «Девятый круг»          | «Несущий ужас»          | «Канун Дня Всех Святых» | «Ужасающий»             | «Ужасающий 2»           | «Ужасающий 3»                       | «Ужасающий 4»           |  |
| Персонаж                                     | 2008                    | 2011                    | 2013                    | 2016                    | 2022                    | 2024                                | TBA                     |  |
| Повторяющиеся персонажи                      | Повторяющиеся персонажи | Повторяющиеся персонажи | Повторяющиеся персонажи | Повторяющиеся персонажи | Повторяющиеся персонажи | Повторяющиеся персонажи             | Повторяющиеся персонажи |  |
| -------------------------------------------- | ----------------------- | ----------------------- | ----------------------- | ----------------------- | ----------------------- | ----------------------------------- | ----------------------- |  |
| клоун Арт                                    | Майк Джаннелли          | Майк Джаннелли          | Майк Джаннелли          | Дэвид Ховард Торнтон    | Дэвид Ховард Торнтон    | Дэвид Ховард Торнтон                | Дэвид Ховард Торнтон    |  |
| Кейси                                        | Кайла Лиан              |                         | Кайла Лиан              |                         |                         |                                     |                         |  |
| пугало                                       | Кристин Евангелиста     |                         | Кристин Евангелиста     |                         |                         |                                     |                         |  |
| беременная девушка                           | Анна Малиер             |                         | Анна Малиер             |                         |                         |                                     |                         |  |
| Сатана                                       | Эрик Диез               |                         | Эрик Диез               |                         |                         |                                     |                         |  |
| художница по костюмам                        |                         | Мари Мэйсер             | Мари Мэйсер             |                         |                         |                                     |                         |  |
| работник заправки                            |                         | Майкл Хмель             | Майкл Хмель             |                         |                         |                                     |                         |  |
| Джон                                         |                         | Майкл Хмель             | Майкл Хмель             |                         |                         |                                     |                         |  |
| человек в машине                             |                         | Дэниел Родас            | Дэниел Родас            |                         |                         |                                     |                         |  |
| Виктория «Вики» Хейз                         |                         |                         |                         | Саманта Скаффиди        | Саманта СкаффидиК       | Саманта Скаффиди                    |                         |  |
| Тара Хейз                                    |                         |                         |                         | Дженна Кэнелл           | Дженна КэнеллФ          |                                     |                         |  |
| Доун Эмерсон                                 |                         |                         |                         | Кэтрин Коркоран         | Кэтрин КоркоранФ        |                                     |                         |  |
| судмедэксперт                                |                         |                         |                         | Кори Дювал              | Кори Дювал              |                                     |                         |  |
| Моника Браун                                 |                         |                         |                         | Кэти Магуайр            | Кэти МагуайрА           |                                     |                         |  |
| Сиенна Шоу                                   |                         |                         |                         |                         | Лорен Лавера            | Лорен ЛавераЛусиана Элиза КиньонезД | Лорен Лавера            |  |
| Джонатан Шоу                                 |                         |                         |                         |                         | Эллиот Фаллэм           | Эллиот Фаллэм                       |                         |  |
| Адам Бёрк                                    |                         |                         |                         |                         | Крис Джерико            | Крис Джерико                        |                         |  |
| Брук                                         |                         |                         |                         |                         | Кайли Хайман            | Кайли Хайман                        |                         |  |
| Гэбби Шоу                                    |                         |                         |                         |                         |                         | Антонелла Роуз                      | TBA                     |  |
| Персонажи, появившиеся только в одном фильме |                         |                         |                         |                         |                         |                                     |                         |  |
| Сара                                         |                         |                         | Кэти Магуайр            |                         |                         |                                     |                         |  |
| Тиа                                          |                         |                         | Сидни Фрейхофер         |                         |                         |                                     |                         |  |
| Тимми                                        |                         |                         | Коул Мэттьюсон          |                         |                         |                                     |                         |  |
| Кристен                                      |                         |                         | Марисса Вульф           |                         |                         |                                     |                         |  |
| Сара                                         |                         |                         | Минна Тейлор            |                         |                         |                                     |                         |  |
| кошатницa                                    |                         |                         |                         | Пуя Мохсени             |                         |                                     |                         |  |
| дезинсектор Майк                             |                         |                         |                         | Мэтт Макаллистер        |                         |                                     |                         |  |
| Барбара Шоу                                  |                         |                         |                         |                         | Сара Войт               | упоминается                         |                         |  |
| Элли                                         |                         |                         |                         |                         | Кэйси Хартнет           | упоминается                         |                         |  |
| Джефф                                        |                         |                         |                         |                         | Чарли Макэлвин          | упоминается                         |                         |  |
| мать Элли                                    |                         |                         |                         |                         | Эми Русс                |                                     |                         |  |
| Маленькая Бледная Девочка Эмили Крейн        |                         |                         |                         |                         | Амели Маклэйн           | упоминается                         |                         |  |
| Рики                                         |                         |                         |                         |                         | Джонатан Дэвис          |                                     |                         |  |
| мисс Принсип                                 |                         |                         |                         |                         | Фелисса Роуз            |                                     |                         |  |
| мать из магазина костюмов                    |                         |                         |                         |                         | Тамара Глинн            |                                     |                         |  |
| Джесс Шоу                                    |                         |                         |                         |                         |                         | Маргарет Энн Флоренс                |                         |  |
| Грег Шоу                                     |                         |                         |                         |                         |                         | Брайс Джонсон                       |                         |  |
| Миа                                          |                         |                         |                         |                         |                         | Алекса Блэр Робертсон               |                         |  |
| Коул                                         |                         |                         |                         |                         |                         | Мейсон Мекартеа                     |                         |  |
| Дженнифер                                    |                         |                         |                         |                         |                         | Криси Фокс                          |                         |  |
| Смоуки                                       |                         |                         |                         |                         |                         | Клинт Ховард                        |                         |  |
| Эдди                                         |                         |                         |                         |                         |                         | Брэдли Страйкер                     |                         |  |
| Санта-Клаус                                  |                         |                         |                         |                         |                         | Дэниел Робук                        |                         |  |
| Майкл Шоу                                    |                         |                         |                         |                         | упоминается             | Джейсон Патрик                      |                         |  |
| офицер Эванс                                 |                         |                         |                         |                         |                         | Стивен Кофилд-младший               |                         |  |
| Деннис                                       |                         |                         |                         |                         |                         | Джон Абрахамс                       |                         |  |

## Сопутствующие фильмы
После фильма «Канун Дня Всех Святых» 2013 года, положившего начало спин-офф-франшизе «Ужасающий», в 2015 году вышел обособленный сиквел-антология «Канун Дня Всех Святых 2». В 2023 году свет увидел третий фильм серии — «Канун Дня Всех Святых: Обманщик», а в 2024-м четвёртый — «Канун Дня Всех Святых: Инферно». На презентации фильма продюсер Стив Бартон объявил о сотрудничестве с кинофестивалем Horrible Imaginings, в рамках которого лучшие короткометражные фильмы ужасов, показанные на фестивале, будут включены в будущие фильмы серии «Канун Дня Всех Святых». Бартон подчеркнул, что «франшиза „Канун Дня Всех Святых“ позволит этим фильмам процветать, а их создателям — получить признание, которого они так заслуживают». Генеральный директор Ruthless Pictures Джесси Баже дал более детальное объяснение этой инициативе. По его словам, хотя франшиза и является антологической по своей природе, действие каждой из короткометражек происходит в одной и той же вымышленной вселенной, где чудовищные персонажи «сосуществуют».
| Фильм                             | Сегмент                      | Дата релиза в США | Режиссёр(ы)                    | Автор(ы) сценария                | Автор(ы) фабулы                  | Продюсер(ы) |
| --------------------------------- | ---------------------------- | ----------------- | ------------------------------ | -------------------------------- | -------------------------------- | --- |
| «Канун Дня Всех Святых»           | фоновый сегмент              | 29 октября 2013   | Дэмиен Леоне                   | Дэмиен Леоне                     | Дэмиен Леоне, Джесси Баже        | Джесси Баже |
| «Канун Дня Всех Святых»           | «Девятый круг»               | 29 октября 2013   | Дэмиен Леоне                   | Дэмиен Леоне                     | Дэмиен Леоне, Джесси Баже        | Джесси Баже |
| «Канун Дня Всех Святых»           | безымянный сегмент           | 29 октября 2013   | Дэмиен Леоне                   | Дэмиен Леоне                     | Дэмиен Леоне, Джесси Баже        | Джесси Баже |
| «Канун Дня Всех Святых»           | «Несущий ужас»               | 29 октября 2013   | Дэмиен Леоне                   | Дэмиен Леоне                     | Дэмиен Леоне, Джесси Баже        | Джесси Баже |
| «Канун Дня Всех Святых 2»         | фоновый сегмент              | 6 октября 2015    | Джесси Баже                    | Джесси Баже                      | Джесси Баже                      | Дэмиен Леоне, Джесси Баже, Кимберли Браунинг                                                                               |
| «Канун Дня Всех Святых 2»         | «Джек атакует»               | 6 октября 2015    | Брайан Нортон, Антонио Падован | Брайан Нортон, Антонио Падован   | Брайан Нортон, Антонио Падован   | Дэмиен Леоне, Джесси Баже, Кимберли Браунинг, Лючия Беллини, Джозеф Засо                                                   |
| «Канун Дня Всех Святых 2»         | «Последний Хэллоуин»         | 6 октября 2015    | Марк Руссел                    | Марк Руссел, Марк Тибодо         | Марк Руссел, Марк Тибодо         | Дэмиен Леоне, Джесси Баже, Кимберли Браунинг, Рон Баш, Марк Руссел, Джессика Менах, Грег Мачула, Марк Тибодо, Джон Николлс |
| «Канун Дня Всех Святых 2»         | «Предложение»                | 6 октября 2015    | Райан Пэтч                     | Майкл Кёлер                      | Майкл Кёлер                      | Дэмиен Леоне, Джесси Баже, Кимберли Браунинг, Джоанна Баузер, Райан Пэтч, Майкл Кёлер                                      |
| «Канун Дня Всех Святых 2»         | «Спуск»                      | 6 октября 2015    | Джей Холбен                    | Джей Холбен, Кристофер Пробст    | Джей Холбен, Кристофер Пробст    | Дэмиен Леоне, Джесси Баже, Кимберли Браунинг, Джей Холбен, Кристофер Пробст                                                |
| «Канун Дня Всех Святых 2»         | «Мазохист»                   | 6 октября 2015    | Джон Конделик, Джеймс Конделик | Джон Конделик, Джеймс Конделик   | Джон Конделик, Джеймс Конделик   | Дэмиен Леоне, Джесси Баже, Кимберли Браунинг                                                                               |
| «Канун Дня Всех Святых 2»         | «Жизнь мальчишки»            | 6 октября 2015    | Элиас Бенавидез                | Элиас Бенавидез                  | Элиас Бенавидез                  | Дэмиен Леоне, Джесси Баже, Кимберли Браунинг, Эллисон Ванор                                                                |
| «Канун Дня Всех Святых 2»         | «Угощение мистера Обманщика» | 6 октября 2015    | Майк Кочански                  | Майк Кочански, Марк Байерс       | Майк Кочански, Марк Байерс       | Дэмиен Леоне, Джесси Баже, Кимберли Браунинг, Майк Кочански, Марк Байерс                                                   |
| «Канун Дня Всех Святых 2»         | «Алексия»                    | 6 октября 2015    | Андрес Борги                   | Андрес Борги                     | Андрес Борги                     | Дэмиен Леоне, Джесси Баже, Кимберли Браунинг                                                                               |
| «Канун Дня Всех Святых: Обманщик» | «Обманщик»                   | 31 октября 2023   | Эван Трэмел                    | Эван Трэмел                      | Эван Трэмел                      | Стив Бартон, Эван Трэмел, Мигел Родригес                                                                                   |
| «Канун Дня Всех Святых: Обманщик» | «Тот Хэллоуин»               | 31 октября 2023   | Майк Хики                      | Майк Хики                        | Майк Хики                        | Стив Бартон, Эван Трэмел, Мигел Родригес, Кристиан Дэвис                                                                   |
| «Канун Дня Всех Святых: Обманщик» | «Симпатичная мордашка»       | 31 октября 2023   | Франческо Депинто, Фэй Джонсон | Франческо Депинто                | Франческо Депинто                | Стив Бартон, Эван Трэмел, Мигел Родригес, Джесс Дюбуа, Брит Годиш                                                          |
| «Канун Дня Всех Святых: Обманщик» | «Бедняжка Гленна»            | 31 октября 2023   | Жан-Поль Диссисио              | Жан-Поль Диссисио                | Жан-Поль Диссисио                | Стив Бартон, Эван Трэмел, Мигел Родригес, Сара Борделон                                                                    |
| «Канун Дня Всех Святых: Обманщик» | «Нагуаль»                    | 31 октября 2023   | Дэн «Лаз» Лазаровиц            | Фил Десанти, Дэн «Лаз» Лазаровиц | Фил Десанти                      | Стив Бартон, Эван Трэмел, Мигел Родригес, Дэн «Лаз» Лазаровиц, Фил Десанти, Крейг Блэр                                     |
| «Канун Дня Всех Святых: Обманщик» | «Охота на ведьм»             | 31 октября 2023   | Эван Горски                    | Эван Горски                      | Эван Горски                      | Стив Бартон, Эван Трэмел, Мигел Родригес, Райан Роберт Минфорд                                                             |
| «Канун Дня Всех Святых: Обманщик» | «Ночь караоке»               | 31 октября 2023   | Франциско Ласерда              | Франциско Ласерда, Амарино Франс | Франциско Ласерда, Амарино Франс | Стив Бартон, Эван Трэмел, Мигел Родригес, Амарино Франс, Мариу Патросиниу                                                  |
| «Канун Дня Всех Святых: Инферно»  | фоновый сегмент              | 1 октября 2024    | Эван Трэмел                    | Лидия Ли                         | Лидия Ли                         | Стив Бартон, Эван Трэмел                                                                                                   |
| «Канун Дня Всех Святых: Инферно»  | «В ясности»                  | 1 октября 2024    | Кэйс Ал-Атракчи                | Кэйс Ал-Атракчи                  | Кэйс Ал-Атракчи                  | Стив Бартон, Эван Трэмел, Ричард Дж. Дубин                                                                                 |
| «Канун Дня Всех Святых: Инферно»  | «Хаммурапи»                  | 1 октября 2024    | Патрик Кеннелли                | Бетани Орр                       | Бетани Орр                       | Стив Бартон, Эван Трэмел, Бетани Орр, Лео Гарсия                                                                           |
| «Канун Дня Всех Святых: Инферно»  | «Бакэмоно»                   | 1 октября 2024    | Сумирэ Такамацу, Хорхе Лукас   | Сумирэ Такамацу, Хорхе Лукас     | Сумирэ Такамацу, Хорхе Лукас     | Стив Бартон, Эван Трэмел, Уильям Навроцки, Хорхе Лукас, Сумирэ Такамацу                                                    |
| «Канун Дня Всех Святых: Инферно»  | «Послевкусие»                | 1 октября 2024    | Кристианна Круз                | Кристианна Круз                  | Кристианна Круз                  | Стив Бартон, Эван Трэмел, Шон Патрик Келли, Кристианна Круз, Алекс Отт, Синди Лу                                           |
| «Канун Дня Всех Святых: Инферно»  | «Испытание 22»               | 1 октября 2024    | Джон Феррер                    | Гарри Меткалф, Джон Феррер       | Гарри Меткалф, Джон Феррер       | Стив Бартон, Эван Трэмел, Джон Оттесон, Нейтан М. Леггер                                                                   |

## Съёмочная группа и производство
| Фильм                             | Сегмент                      | Композитор(ы)                           | Оператор(ы)                                                                    | Монтажёр(ы)        | Производство | Дистрибьютор(ы)              | Длительность |
| --------------------------------- | ---------------------------- | --------------------------------------- | ------------------------------------------------------------------------------ | ------------------ | --- | ---------------------------- | ------------ |
| «Девятый круг»                    | «Девятый круг»               | Фрэнк Нелло                             | Том Агнелло                                                                    | Дэмиен Орамас      | Damien Leone Films | Damien Leone Films           | 11 мин       |
| «Несущий ужас»                    | «Несущий ужас»               | Зак Борн, Кристофер М. Старк            | Кристофер Кафаро                                                               | Дэмиен Леоне       | D&D Films LLC | D&D Films LLC                | 20 мин       |
| «Канун Дня Всех Святых»           | «Канун Дня Всех Святых»      | Нуар Деко, Зак Борн, Кристофер М. Старк | Кристофер Кафаро, Том Агнелло, Джордж Стьюбер, Марвин Суарез, Си Джей Эдичиччо | Дэмиен Леоне       | Ruthless Pictures | RLJ Entertainment            | 1 ч 23 мин   |
| «Канун Дня Всех Святых 2»         | «Обманщик» (2015)            | Джесси Баже                             | Джесси Баже                                                                    | Джесси Баже        | Ruthless Pictures, RLJ Films, Image Entertainment, Hollywood Shorts, Brickwall Productions, Red Sneakers Media, Bitter River Film & Media, Adakin Productions, Fractured Atlas Productions, Toronía Producciones | RLJ Entertainment            | 1 ч 30 мин   |
| «Канун Дня Всех Святых 2»         | «Джек атакует»               | Марко Верба                             | Гордон Ю                                                                       | Майк Маклин        | Ruthless Pictures, RLJ Films, Image Entertainment, Hollywood Shorts, Brickwall Productions, Red Sneakers Media, Bitter River Film & Media, Adakin Productions, Fractured Atlas Productions, Toronía Producciones | RLJ Entertainment            | 1 ч 30 мин   |
| «Канун Дня Всех Святых 2»         | «Последний Хэллоуин»         | Кристофер Гуглик                        | Майкл Яри Дэвидсон                                                             | Джон Николлс       | Ruthless Pictures, RLJ Films, Image Entertainment, Hollywood Shorts, Brickwall Productions, Red Sneakers Media, Bitter River Film & Media, Adakin Productions, Fractured Atlas Productions, Toronía Producciones | RLJ Entertainment            | 1 ч 30 мин   |
| «Канун Дня Всех Святых 2»         | «Предложение»                | Сэмюэл Эстес                            | Эндрю Майкл Эллис                                                              | Фрэнк Дэйл Арройо  | Ruthless Pictures, RLJ Films, Image Entertainment, Hollywood Shorts, Brickwall Productions, Red Sneakers Media, Bitter River Film & Media, Adakin Productions, Fractured Atlas Productions, Toronía Producciones | RLJ Entertainment            | 1 ч 30 мин   |
| «Канун Дня Всех Святых 2»         | «Спуск»                      | Бак Сандерс                             | Кристофер Пробст                                                               | Дэн О’Брайен       | Ruthless Pictures, RLJ Films, Image Entertainment, Hollywood Shorts, Brickwall Productions, Red Sneakers Media, Bitter River Film & Media, Adakin Productions, Fractured Atlas Productions, Toronía Producciones | RLJ Entertainment            | 1 ч 30 мин   |
| «Канун Дня Всех Святых 2»         | «Мазохист»                   | Майкл Джон Молло                        | Кайл Страйкер                                                                  | Джеймс Конделик    | Ruthless Pictures, RLJ Films, Image Entertainment, Hollywood Shorts, Brickwall Productions, Red Sneakers Media, Bitter River Film & Media, Adakin Productions, Fractured Atlas Productions, Toronía Producciones | RLJ Entertainment            | 1 ч 30 мин   |
| «Канун Дня Всех Святых 2»         | «Жизнь мальчишки»            | Хамдия Аянович                          | Аарон Мурхед                                                                   | Фрэнк Молер        | Ruthless Pictures, RLJ Films, Image Entertainment, Hollywood Shorts, Brickwall Productions, Red Sneakers Media, Bitter River Film & Media, Adakin Productions, Fractured Atlas Productions, Toronía Producciones | RLJ Entertainment            | 1 ч 30 мин   |
| «Канун Дня Всех Святых 2»         | «Угощение мистера Обманщика» | Марк Байерс                             | Грэм Бремнер                                                                   | Майк Кохански      | Ruthless Pictures, RLJ Films, Image Entertainment, Hollywood Shorts, Brickwall Productions, Red Sneakers Media, Bitter River Film & Media, Adakin Productions, Fractured Atlas Productions, Toronía Producciones | RLJ Entertainment            | 1 ч 30 мин   |
| «Канун Дня Всех Святых 2»         | «Алексия»                    | Пабло Борги                             | Джулиан Батистута                                                              | Андрес Борги       | Ruthless Pictures, RLJ Films, Image Entertainment, Hollywood Shorts, Brickwall Productions, Red Sneakers Media, Bitter River Film & Media, Adakin Productions, Fractured Atlas Productions, Toronía Producciones | RLJ Entertainment            | 1 ч 30 мин   |
| «Ужасающий»                       | «Ужасающий»                  | Пол Уайли                               | Джордж Стьюбер                                                                 | Дэмиен Леоне       | Dark Age Cinema | Epic Pictures Releasing      | 1 ч 25 мин   |
| «Ужасающий 2»                     | «Ужасающий 2»                | Пол Уайли                               | Джордж Стьюбер                                                                 | Дэмиен Леоне       | Dark Age Cinema, Bloody Disgusting, Fuzz on the Lens Productions | Cinedigm Entertainment Group | 2 ч 18 мин   |
| «Канун Дня Всех Святых: Обманщик» | «Обманщик» (2023)            | Сторм Уоттерс                           | Режиссёр-аниматор: Ислам Белаль                                                | Эван Трэмел        | Ruthless Studios, Monster-Movies.tv, Davis Film Inc., IndieGogo Films, Overdue Films, Filmed Imagination | Ruthless Studios LLC, TubiTV | 1 ч 28 мин   |
| «Канун Дня Всех Святых: Обманщик» | «Тот Хэллоуин»               | Баз Фрателли                            | Дункан Деянг                                                                   | Майк Хики          | Ruthless Studios, Monster-Movies.tv, Davis Film Inc., IndieGogo Films, Overdue Films, Filmed Imagination | Ruthless Studios LLC, TubiTV | 1 ч 28 мин   |
| «Канун Дня Всех Святых: Обманщик» | «Симпатичная мордашка»       | Рэй Магнуски                            | Фэй Джонсон, Джеффри Кабан                                                     | Джош Петрино       | Ruthless Studios, Monster-Movies.tv, Davis Film Inc., IndieGogo Films, Overdue Films, Filmed Imagination | Ruthless Studios LLC, TubiTV | 1 ч 28 мин   |
| «Канун Дня Всех Святых: Обманщик» | «Бедняжка Гленна»            | Стив Мур                                | Шон Кларк                                                                      | Жан-Поль Диссисио  | Ruthless Studios, Monster-Movies.tv, Davis Film Inc., IndieGogo Films, Overdue Films, Filmed Imagination | Ruthless Studios LLC, TubiTV | 1 ч 28 мин   |
| «Канун Дня Всех Святых: Обманщик» | «Нагуаль»                    | Марк Тимон                              | Саймон Деннис, Джадд Овертон                                                   | Хавьер Дампьер     | Ruthless Studios, Monster-Movies.tv, Davis Film Inc., IndieGogo Films, Overdue Films, Filmed Imagination | Ruthless Studios LLC, TubiTV | 1 ч 28 мин   |
| «Канун Дня Всех Святых: Обманщик» | «Охота на ведьм»             | Александр Тейлор                        | Майкл Бабьяк                                                                   | Эван Горски        | Ruthless Studios, Monster-Movies.tv, Davis Film Inc., IndieGogo Films, Overdue Films, Filmed Imagination | Ruthless Studios LLC, TubiTV | 1 ч 28 мин   |
| «Канун Дня Всех Святых: Обманщик» | «Ночь караоке»               | Антони Майовви                          | Уго Франса                                                                     | Франциско Ласерда  | Ruthless Studios, Monster-Movies.tv, Davis Film Inc., IndieGogo Films, Overdue Films, Filmed Imagination | Ruthless Studios LLC, TubiTV | 1 ч 28 мин   |
| «Канун Дня Всех Святых: Инферно»  | «обтекаемый сегмент»         | Эван Трэмел                             | Эван Трэмел                                                                    | Расс Ву            | Ruthless Studios, Indiegogo Inc., D.I.Y. or Die Productions, Alias Films, 3A: 3rd Astronaut Productions, Three Wheel Entertainment                                                                               | Ruthless Studios LLC, TubiTV | 1 ч 14 мин   |
| «Канун Дня Всех Святых: Инферно»  | «В ясности»                  | Кэйс Ал-Атракчи                         | Кристиан Янсс                                                                  | Роберт Залкинд     | Ruthless Studios, Indiegogo Inc., D.I.Y. or Die Productions, Alias Films, 3A: 3rd Astronaut Productions, Three Wheel Entertainment                                                                               | Ruthless Studios LLC, TubiTV | 1 ч 14 мин   |
| «Канун Дня Всех Святых: Инферно»  | «Хаммурапи»                  | Джонатан Снайпс                         | Гэвин В. Мюррей                                                                | Патрик Кеннелли    | Ruthless Studios, Indiegogo Inc., D.I.Y. or Die Productions, Alias Films, 3A: 3rd Astronaut Productions, Three Wheel Entertainment                                                                               | Ruthless Studios LLC, TubiTV | 1 ч 14 мин   |
| «Канун Дня Всех Святых: Инферно»  | «Бакэмоно»                   | Эми Нисида                              | Роб Силкокс                                                                    | Уильям Навроцки    | Ruthless Studios, Indiegogo Inc., D.I.Y. or Die Productions, Alias Films, 3A: 3rd Astronaut Productions, Three Wheel Entertainment                                                                               | Ruthless Studios LLC, TubiTV | 1 ч 14 мин   |
| «Канун Дня Всех Святых: Инферно»  | «Послевкусие»                | Эмили Грин, Джон Зарконе                | Зевс Моранд                                                                    | Кристофер Дж. Юинг | Ruthless Studios, Indiegogo Inc., D.I.Y. or Die Productions, Alias Films, 3A: 3rd Astronaut Productions, Three Wheel Entertainment                                                                               | Ruthless Studios LLC, TubiTV | 1 ч 14 мин   |
| «Канун Дня Всех Святых: Инферно»  | «Испытание 22»               | Savage & Spies                          | Чарли Мартин                                                                   | Джон Феррер        | Ruthless Studios, Indiegogo Inc., D.I.Y. or Die Productions, Alias Films, 3A: 3rd Astronaut Productions, Three Wheel Entertainment                                                                               | Ruthless Studios LLC, TubiTV | 1 ч 14 мин   |
| «Ужасающий 3»                     | «Ужасающий 3»                | Пол Уайли                               | Джордж Стьюбер                                                                 | Дэмиен Леоне       | Dark Age Cinema, Bloody Disgusting, Fuzz on the Lens Productions, The Coven | Cineverse                    | 2 ч 5 мин    |

## Восприятие

### Кассовые сборы
| Фильм         | Сборы            | Сборы         | Сборы          | Рейтинг сборов   | Рейтинг сборов | Валовый доход от продаж видео | Бюджет      | Ист.          |
| Фильм         | Северная Америка | Другие страны | По всему миру  | Северная Америка | Другие страны  | Северная Америка              | Бюджет      | Ист.          |
| ------------- | ---------------- | ------------- | -------------- | ---------------- | -------------- | ----------------------------- | ----------- | ------------- |
| «Ужасающий»   | $ 339 946        | $ 81 852      | $ 421 798      | № 10829          | № 20134        | N/A                           | $ 35 000    | [ 17 ] [ 18 ] |
| «Ужасающий 2» | $ 10 962 502     | $ 4 739 790   | $ 15 741 780   | № 5257           | № 6374         | $ 3 398 665                   | $ 250 000   | [ 19 ] [ 20 ] |
| «Ужасающий 3» | $ 53 981 071     | $ 35 651 015  | $ 90 322 103   | № 1742           | № 2343         | N/A                           | $ 2 000 000 | [ 21 ] [ 22 ] |
| Всего         | >$ 65 283 519    | >$ 40 467 181 | >$ 106 480 205 | x̄ № 5942         | x̄ № 9617       | $ 3 398 665                   | >$2 285 000 |               |

### Рейтинги и оценки
| Фильм                             | Rotten Tomatoes  | Metacritic |
| --------------------------------- | ---------------- | ---------- |
| «Канун Дня Всех Святых»           | N/A (3 рецензии) | N/A        |
| «Канун Дня Всех Святых 2»         | N/A (3 рецензии) | N/A        |
| «Канун Дня Всех Святых: Обманщик» | N/A              | N/A        |
| «Канун Дня Всех Святых: Инферно»  | N/A              | N/A        |

| Фильм         | Rotten Tomatoes     | Metacritic           |
| ------------- | ------------------- | -------------------- |
| «Ужасающий»   | 62 % (26 рецензий)  | N/A (0 рецензий)     |
| «Ужасающий 2» | 87 % (83 рецензии)  | 59/100 (8 рецензий)  |
| «Ужасающий 3» | 78 % (122 рецензии) | 61/100 (18 рецензий) |

## Другие медиа

### Комиксы
В честь выхода фильма «Ужасающий 2» Дэмиен Леоне выпустил трёхтомную ограниченную серию комиксов по «Ужасающему» 2016 года. Художником выступил Стив Макгиннис.

### Телевидение
Дэвид Ховард Торнтон появился в роли клоуна Арта в сериале Peacock «Ничегошеньки» в качестве камео. Сцену с ним ставил сам Леоне.
24 декабря 2024 года Торнтон появился в образе Арта в шоу «Art the Clown Eulogy Log».

### Игры
18 сентября 2024 года клоун Арт появился в событии «The Haunting» в Call of Duty: Warzone и Call of Duty: Modern Warfare III.
11 октября 2024 года появилась новость о выходе в 2025 году сайд-скроллинговой beat ’em up-игры Terrifier: The ARTcade Game («Ужасающий: АРТкадная игра»). Она будет доступна на Microsoft Windows, Nintendo Switch, PlayStation 5 и Xbox Series X/S.

### Музыка
В фильме «Ужасающий 3» присутствует песня «A Work of Art» группы Ice Nine Kills, посвящённая клоуну Арту.

### Романы
Новеллизация «Ужасающего 2», приуроченная к релизу триквела, поступила в продажу с 29 октября 2024 года.